# Elisângela de Oliveira
Elisângela de Oliveira (nacida: 16 de agosto de 1983) es una atleta de pista y campo brasileña que se especializa en carreras de fondo.

## Carrera atlética
Elisângela de Oliveira obtuvo su primera experiencia internacional en 2022 cuando ganó la medalla de bronce en los 3000 metros lisos en el Campeonato Sudamericano Indoor en Cochabamba con 11:40.68 minutos detrás de las bolivianas Lizeth Veizaga y Eva Fernández.

## Récords personales
- 5000 metros: 17:36.82 min, 1 de mayo de 2021 en Timbó
- 3000 metros (interior): 11:40.68 min, 20 de febrero de 2022 en Cochabamba

## Reverencias
- Elisângela de Oliveira en www.worldathletics.org

- Datos: Q110996305